# Prostoskrzydłe
Prostoskrzydłe (Orthoptera) – rząd owadów uskrzydlonych w większości ciepło- i słońcolubnych (heliobiontów), rozpowszechnionych na całym świecie, głównie w strefie klimatu tropikalnego i subtropikalnego, potocznie nazywanych konikami polnymi. Charakteryzują się przeobrażeniem  niezupełnym, dwiema parami niejednakowych skrzydeł i kryptycznym ubarwieniem. Należą do nich świerszcze, pasikoniki, reliktowe weta oraz – uznawane za jedne z najgroźniejszych szkodników upraw – szarańcze, stąd prostoskrzydłe są czasami nazywane szarańczakami. 
Liczą ponad 20 tysięcy gatunków zamieszkujących wszystkie kontynenty, poza Antarktydą. W Europie stwierdzono prawie 1000 gatunków. Z terenów Polski wykazano w literaturze 105 gatunków, z czego 82 gatunki zaliczono do polskiej ortopterofauny. W zapisie kopalnym znane są od pensylwanu (karbon).
Dział zoologii zajmujący się prostoskrzydłymi to ortopterologia.

## Morfologia
Prostoskrzydłe to owady średniej wielkości i duże, o wydłużonym ciele i charakterystycznym kształcie głowy, najczęściej ustawionej ortognatycznie względem osi ciała (prostopadle ku dołowi, płaszczyzna czoła tworzy z główną osią ciała kąt prosty), ale zdarza się opistognatyczne (hipognatyczne), a nawet prognatyczne ustawienie głowy.
Głowa jest relatywnie duża, zaopatrzona w kuliste lub półkuliste (rzadziej wydłużone i spłaszczone) oczy złożone oraz zazwyczaj trzy przyoczka. U gatunków żyjących pod ziemią lub w mrowiskach oczy są małe, a u gatunków jaskiniowych – znacznie lub całkowicie zredukowane. 

Morfologia prostoskrzydłych (Orthoptera)
A – głowa, B – tułów, C – odwłok,
1 – czułki, 2 – oko złożone, 3 – policzek, 4 – potylica, 5 – perystom, 6 – przedplecze, 7 – episternit śródtułowia, 8 – epimeryt śródtułowia, 9 – szew pleuralny, 10 – episternit zatułowia, 11 – epimeryt zatułowia, 12 – tegmen, 13 – terga, 14 – przetchlinka, 15 – przysadki odwłokowe, 16 – pokładełko, 17 – walwy, 18 – czoło, 19 – nadustek, 20 – żuwaczka, 21 – warga górna, 22 – głaszczek szczękowy, 23 – głaszczek wargowy, 24 – biodra, 25 – krętarz, 26 – stopa, 27 – przedstopie, 28 – udo, 29 – goleń, 30 – skleryty brzuszne.

Aparat gębowy typu gryzącego, masywny, z dużą wargą górną, 5-członowym głaszczkiem szczękowym i 3-członowym głaszczkiem wargowym – występuje u larwy i owada dorosłego. Typ aparatu gębowego zwykle ortognatyczny, czasem opistognatyczny lub prognatyczny. Czułki szarańczaków mają różną długość i różną liczbę członów. Przedplecze duże, dobrze rozwinięte pleury tułowia, z wyjątkiem małych pleur przedtułowia.

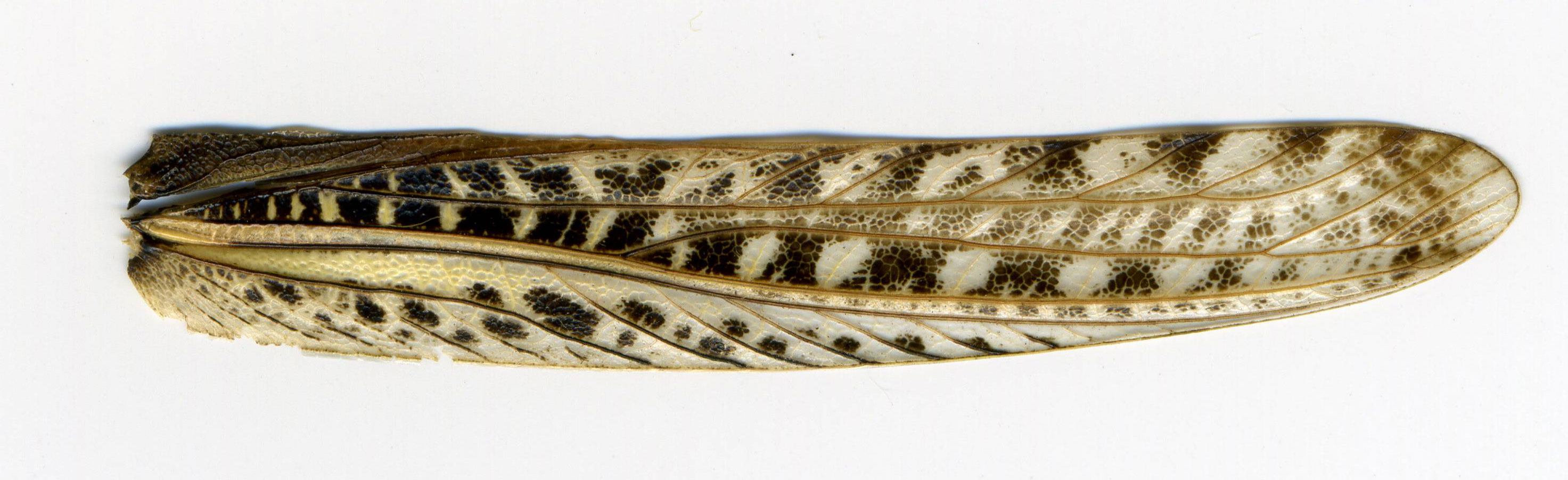
Tegmen – skrzydło pokrywowe

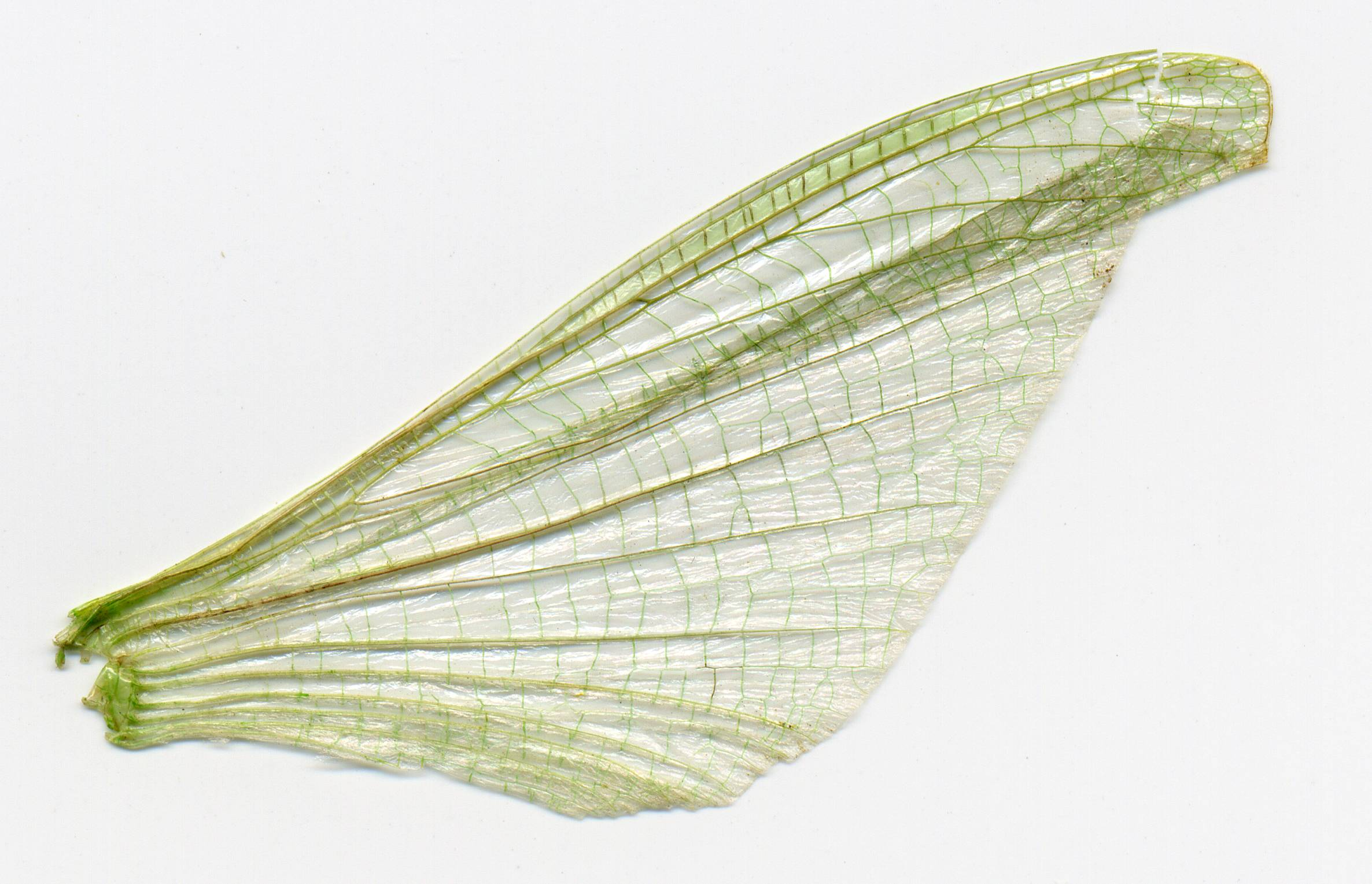
Skrzydło tylne

Przednie skrzydła (tegmen) są węższe od tylnych, przekształcone w sztywne, skórzaste lub pergaminowate pokrywy (skrzydła pokrywowe). Tylne są szersze, błoniaste, składają się wachlarzowato, w czasie spoczynku są ukryte pod skrzydłami pokrywowymi. Przednie skrzydła mogą być zredukowane. Znane są też formy bezskrzydłe. 
U większości gatunków odnóża III pary są silnie zmodyfikowane, dobrze rozwinięte i skoczne. Dwie pierwsze pary odnóży są bieżne. U turkuciowatych pierwsza para grzebiąca, przekształcona na kształt łopat służących do kopania w ziemi. 
Wiele gatunków ma aparaty strydulacyjne służące do wydawania dźwięków oraz aparaty tympanalne pełniące funkcję narządu słuchu. U samic – z wyjątkiem turkuciowatych – obecne jest duże, wystające pokładełko rzeczywiste, u samców przysadki odwłokowe. Przewód pokarmowy z wolem i przedżołądkiem. Funkcję narządu wydalniczego pełni około 300 cewek Malpighiego.
Najmniejsze gatunki mierzą mniej niż 2 mm (tropikalne mrowiszczaki), a największe – 180 mm długości (południowoamerykańskie Proscopiidae). Rozpiętość skrzydeł u największych osobników sięga 250 mm. 

## Biologia i ekologia
Prostoskrzydłe zajmują różnorodne siedliska, głównie o charakterze stepowym, pola, łąki oraz powierzchniowe warstwy gleby. Niektóre żyją w jaskiniach.

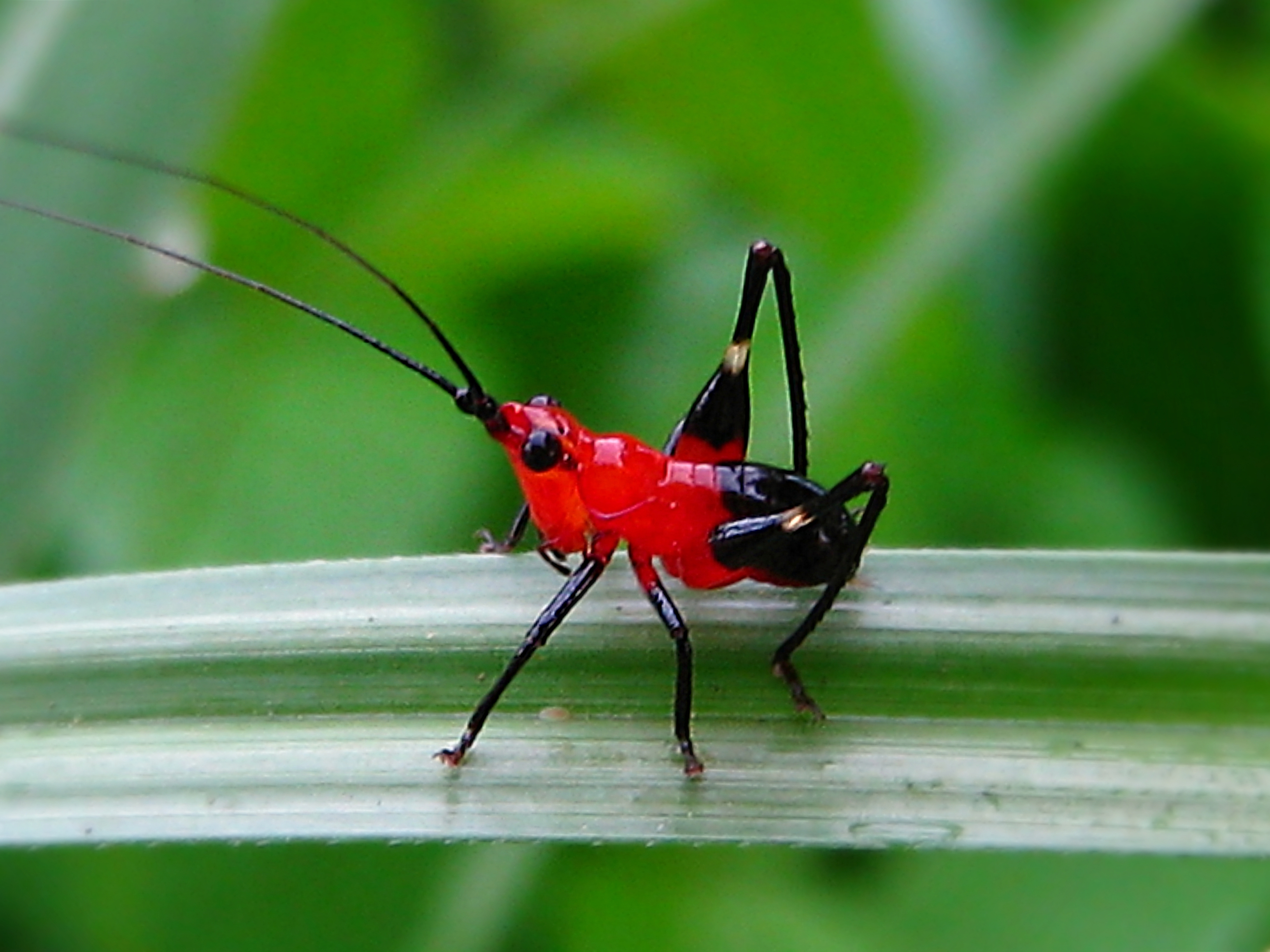
Conocephalus melas

Samce tworzą spermatofory, samice składają jaja w pakietach. Umieszczają je w glebie lub w tkankach roślin. Niektóre gatunki rozmnażają się partenogenetycznie. Rozwój z przeobrażeniem niezupełnym – nie występuje stadium poczwarki. W klimacie umiarkowanym zimują jaja.
Większość jest roślinożerna (fitofagi), ale są też gatunki żywiące się pokarmem zwierzęcym (zoofagi) lub szczątkami organicznymi (detrytusofagi). 

## Klasyfikacja

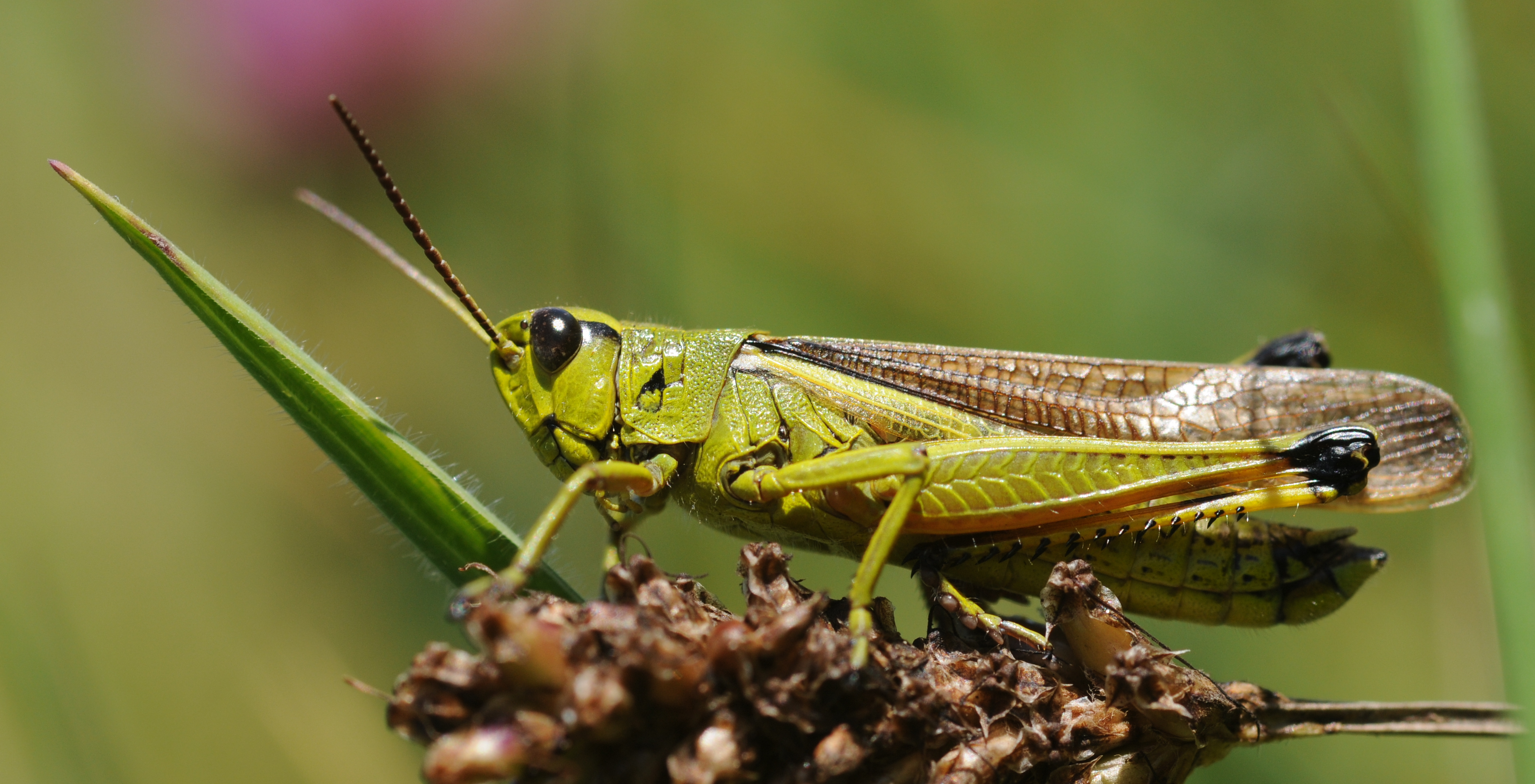
Napierśnik torfowiskowy (Stethophyma grossum)

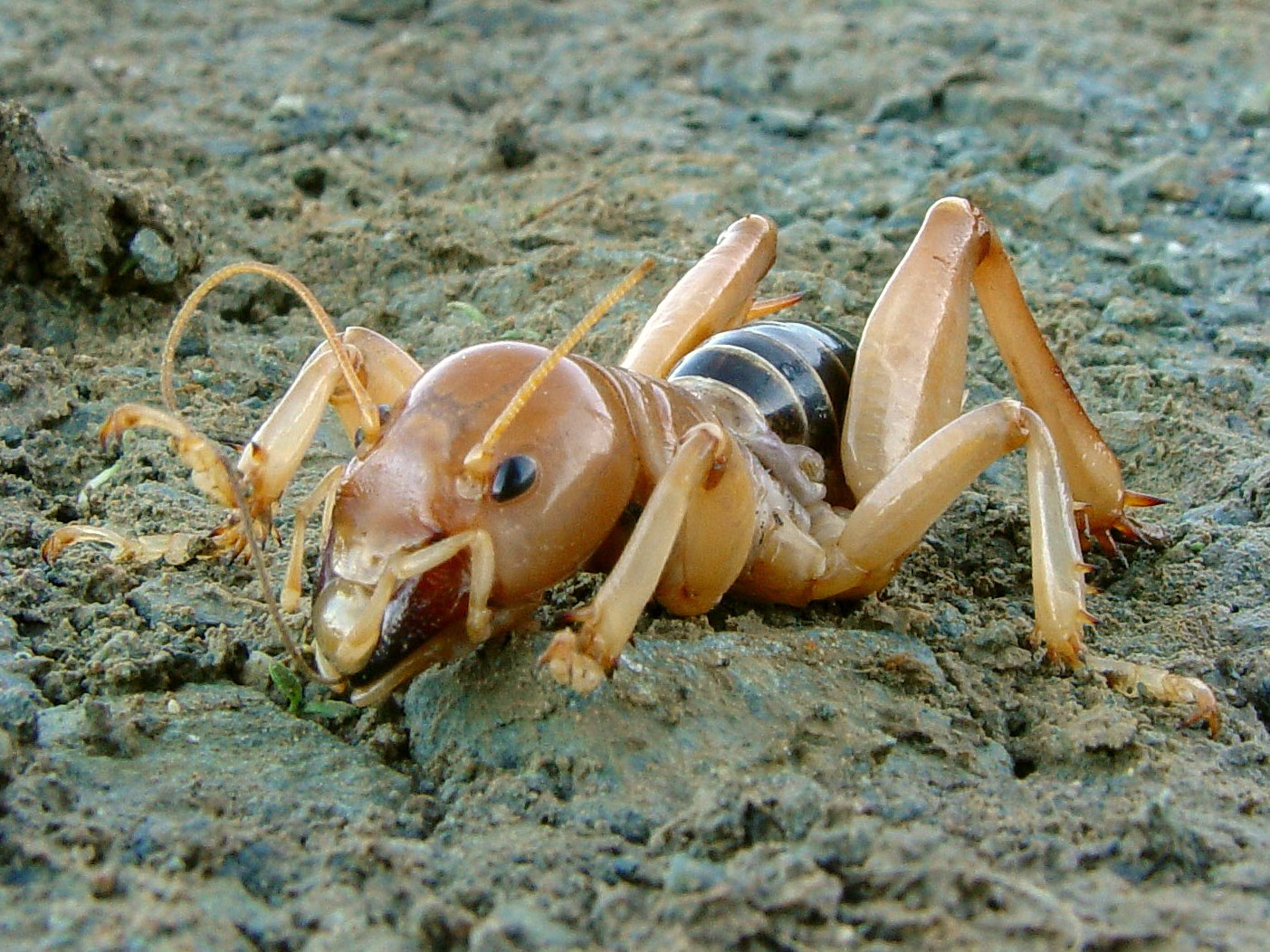
Stenopelmatus fuscus

Rodziny współcześnie żyjących gatunków prostoskrzydłych grupowane są, głównie ze względu na długość czułków, w dwóch podrzędach:
- krótkoczułkie (Caelifera) – podrząd liczny w rodziny, w Polsce występują przedstawiciele szarańczowatych (Acrididae) i skakunowatych (Tetrigidae),
- długoczułkie (Ensifera) – do nich zaliczane są:
  - mrowiszczakowate (Myrmecophilidae),
  - pasikonikowate (Tettigoniidae), w tym wyróżniane też jako odrębne rodziny długoskrzydlakowate, miecznikowate, nadrzewkowate i siodlarkowate,
  - śpieszkowate (Rhaphidophoridae),
  - świerszczowate (Gryllidae),
  - turkuciowate (Gryllotalpidae).

## Znaczenie gospodarcze

### W rolnictwie

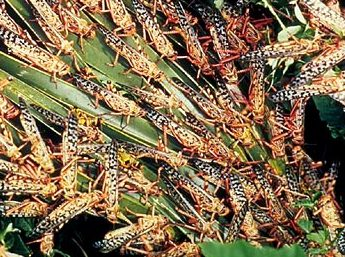
Pożywiające się szarańczaki

Niektóre prostoskrzydłe są zdolne do wytwarzania tzw. formy stadowej. Te, które w takiej formie migrują stanowią zagrożenie dla upraw na znacznych obszarach. Olbrzymie zgrupowania tych owadów mogą przemieszczać się na znaczne odległości. Do połowy XIX wieku stada migrującej szarańczy wędrownej pustoszyły uprawy w całej Europie. Dopiero objęcie kontrolą ich gniazd lęgowych zapobiegło powstawaniu ich fazy migrującej. W Afryce i w ciepłych strefach Azji stada kilku gatunków szarańczaków, a w Australii Chortoicetes terminifera, nadal budzą poważne obawy farmerów i instytucji rządowych. W celu monitorowania rozwoju niebezpiecznych szkodników powołano m.in. Australian Plague Locust Commission w Australii, Desert Locust Control Organization for Eastern Africa i International Red Locust Control Organisation w Afryce.
Turkuć podjadek był jeszcze pod koniec XX wieku uważany za szkodnika upraw w ogrodach, inspektach, uprawach roślin okopowych i szkółkach. Obecnie nie ma większego znaczenia wobec znacznego spadku liczebności jego populacji.

### W kuchni

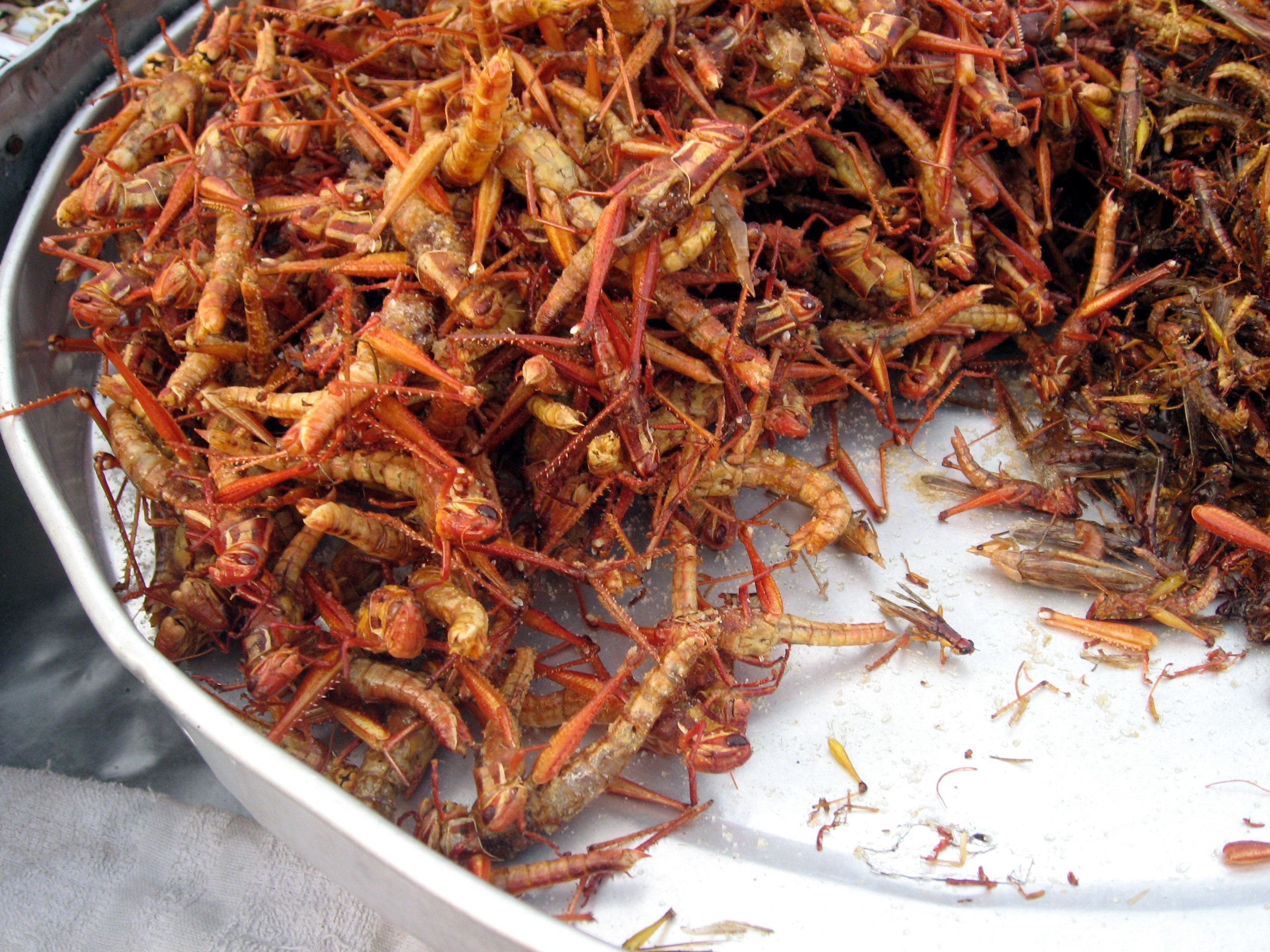
Grilowana szarańcza

We współczesnej cywilizacji zachodniej, zwłaszcza europejskiej i północnoamerykańskiej zasadniczo nie spożywa się owadów, mimo że w starożytności owady były częścią europejskiej kuchni. 
Szarańczaki są natomiast rozpowszechnione jako pokarm w kuchniach azjatyckich, afrykańskich i południowoamerykańskich, gdzie stanowią ważny składnik diety – pod względem zawartości białka przypominają mięso drobiowe. W Afryce podawane są zwykle po ugotowaniu lub z rusztu, a w Azji są często grillowane.

## Szarańczaki w kulturze
Prostoskrzydłe są częstym motywem w sztukach Wschodu, zwłaszcza w poezji japońskiej i chińskiej. 
W kulturze europejskiej, w tym polskiej, pojawiają się motywy nawiązujące do świerszcza (np. Świerszczyk – czasopismo dla dzieci, "Świerszcze" jako nazwa zespołów, piosenka   
Magdy Umer "Koncert jesienny [na dwa świerszcze i wiatr w kominie]")